# Calceolaria triloba
Calceolaria triloba är en toffelblomsväxtart som beskrevs av Edwin. Calceolaria triloba ingår i släktet toffelblommor, och familjen toffelblomsväxter. Inga underarter finns listade i Catalogue of Life.